# اسپایک جونز
اسپایک جونز (انگلیسی: Spike Jonze؛ زاده ۲۲ اکتبر ۱۹۶۹) «کارگردان»، «تهیه‌کننده»، «فیلم‌نامه‌نویس» و «هنرپیشه» اهل ایالات متحده آمریکا است. وی از سال ۱۹۸۹ میلادی تاکنون مشغول فعالیت بوده‌است. وی اولین فیلم بلندش را در سال ۱۹۹۹، تحت عنوان «جان مالکوویچ بودن» ساخت و مورد استقبال قرار گرفت و توانست نامزد جوایز معتبری از جمله «جایزه اسکار بهترین کارگردانی» شود. همچنین در سال ۲۰۰۲ با ساخت فیلم «اقتباس» با بازی بازیگرانی همچون «نیکولاس کیج» و «مریل استریپ» و «کریس کوپر»(که هر سهٔ آن‌ها نامزد اسکار شدند و از این میان کریس کوپر برنده شد.) را ساخت که مورد تحسین واقع شد. در سال ۲۰۰۹ فیلم فانتزی «جایی که موجودات وحشی هستند» را کارگردانی کرد که این فیلم علی رقم نقدهای مثبت وارد بر آن در گیشه شکست خورد.
در سال ۲۰۱۳ فیلم بسیار تحسین شده و رمانتیک «او» با بازی درخشان «واکین فینیکس» را کارگردانی کرد. این فیلم مورد استقبال بسیاری از منتقدین قرار گرفته شد و توانست در مراسم اسکار نامزد بهترین فیلم شود. همچنین خود اسپایک جونز نیز توانست برندهٔ «جایزه اسکار بهترین فیلم‌نامه غیراقتباسی» و «جایزه گلدن گلوب بهترین فیلم‌نامه» شود.
وی چند فیلم کوتاه را هم نوشته و ساخته است. همچنین وی چندین موزیک ویدئو را نیز کارگردانی کرده‌است و توانسته برندهٔ «جایزه ی گرمی» نیز شود.
اسپایک جونز در سال ۱۹۹۹ با سوفیا کوپولا دختر کارگردان مولف تاریخ سینما، یعنی فرانسیس فورد کوپولا ازدواج کرد. این دو در سال ۲۰۰۳ از هم جدا شدند.
او در فیلم زندگی دیوانه من بازی کرده است.